# Lush (乐队)
Lush是一支英国摇滚乐队，1987年在英国伦敦成立。该乐队的经典阵容包括主唱兼吉他手米基·贝伦伊（Miki Berenyi）、和音兼吉他手艾玛·安德森（Emma Anderson）、贝斯手史蒂夫·里彭（Steve Rippon）以及鼓手克里斯·阿克兰（Chris Acland），1991年，菲尔·金（Phil King）取代里彭成为新的贝斯手。1996年，乐队随着阿克兰自杀而解散。Lush被视为最初定义了盯鞋摇滚的乐队之一。贝伦伊、安德森、金曾在2015-2016年短暂重聚，与贾斯丁·威尔奇（Justin Welch）一起巡演并发行了一张新EP。

## 历史

### 乐队成立与早期生涯（1987–1988）
米基·贝伦伊和艾玛·安德森是14岁就在私立学校认识的好朋友，两人在校期间共同发行了音乐爱好者杂志「Alphabet Soup」。1986年，19岁的安德森和贝伦伊分别加入了几个存活时间不长的青少年乐队，1987年，她们在伦敦与大学认识的朋友梅莉尔·巴尔哈姆（Meriel Barham）、克里斯·阿克兰一起成立了乐队「Baby Machines」，队名取自苏西与女妖《Arabian Knights》里的歌词「Veiled behind screens, kept us your baby machine」，巴尔哈姆担任主唱、安德森和贝伦伊担任和声兼吉他手、阿克兰担任鼓手，后来贝伦伊的大学同学史蒂夫·里彭也加入乐队担任贝斯手。乐队在安德森好友凯文（Kevin Pickering）的建议下决定更名为「Lush」（意味「郁郁葱葱的；优美的」，在英国俗语中可以指「有吸引力的」）。
1988年3月6日，乐队在北伦敦的livehouse「The Camden Falcon」初次登台表演。不久后巴尔哈姆离队加入Pale Saints，贝伦伊成为乐队主唱。乐队成员喜好广泛，包括车库摇滚、《Nuggets》系列专辑、极地双子星、苏西与女妖、海滩男孩、飞鸟乐队在内的多样化音乐都对乐队创作产生影响。
对于乐队的早期生涯，贝伦伊曾回忆说：「一开始我们写的就是一些蹩脚的暴女粉丝歌……可能有一种青少年的魅力。但从我们意识到自己在创作专业的唱片那一刻起，有了迅速的变化，我们的编曲和歌词都更有深度和表现力，也变得更重要了。我清楚地记得这种转变始于艾玛写出《Thoughtforms》的时候，这首歌让我意识到自己也需要认真对待音乐了。」

### 专辑《Scar》与《Spooky》（1989–1993）
1989年，乐队与4AD签约，并于同年10月发行了首张迷你专辑《Scar》，含有6张曲目。《Scar》发行后乐队进行了几场演出，得到80年代末90年代初的英国独立音乐界好评，英国音乐媒体开始给乐队贴上「盯鞋」的标签。
1990年，乐队在2月和10月分别发行了《Mad Love》（由Robin Guthrie制作）和《Sweetness and Light》（由Tim Frisse-Greene制作）两张EP，1990年11月13日，由两张EP和《Scar》组成的专辑《Gala》发行，该合辑主要面向美国和日本市场。同年，乐队还参与了Midnight Music的反英国人头税合作专辑《Alvin Lives (In Leeds)》，为其提供翻唱歌曲《Chirpy Chirpy Cheep Cheep》。。乐队在知名度提高后得到日益频繁的演出机会，包括1990年6月登台Glasto、1990年末至1991年初与Ride乐队一起在美国日本巡演，以及一次为约翰·皮尔的BBC广播一台录制的现场表演。安德森在《Melody Maker》杂志上对埃弗里特·特鲁（Everett True）说：「我记得当初我还不会演奏乐器，也没加入乐队，甚至不认识一个会乐器的人。现在我们已经在4AD出了唱片。有时候，我真的难以相信这一切的发生。」
1991年，乐队相继发行了EP《Black Spring》和两张单曲《Nothing Natural》《For Love》，其中《For Love》登上了英国单曲排行榜（这也是乐队首张登榜单曲）。录制完EP《For Love》后，里彭为了专心创作自己的虚构巡演纪实小说《Cold Turkey Sandwich》退出乐队，但是该书后来被出版社拒绝发行。随后，菲尔·金（Phil King）加入乐队成为新的贝斯手。1992年1月27日，乐队发行首张全长录音室专辑《Spooky》，收录了乐队1991年EP和单曲中的大部分曲目。该专辑由乐队首张EP《Mad Love》的制作人罗宾·格思里（Robin Guthrie）制作。格思里运用和他在极地双子星的创作手法一致的「wall of sound」技法（通过叠加乐器声部和声音效果营造失真、噪音感和空间感），同时使用大量吉他效果器，使这张专辑和极地双子星的听感十分相近。评论界对《Spooky》褒贬不一，但专辑销量很好，在当时的英国专辑排行榜排名第7。同年夏天，乐队受「Lollapalooza」音乐节创办人佩里·法瑞尔（Perry Farrell）邀请，赴美巡演并亮相音乐节。

### 《Split》、《Lovelife》与解散（1994–1997）
1994年6月13日，乐队发行了第二张全长录音室专辑《Split》，其中包含两张在5月30日同一天发行的两张EP《Hypocrite》和《Desire Lines》，并且两张EP在同一天（1994年5月30日）发布。《Split》的商业表现不如前作《Spooky》，两张EP亦未能进入英国单曲排行榜。乐队成员认为对完成《Split》专辑的过程非常曲折。这张专辑由迈克·赫奇斯在威尔士的Rockfield Studios录制，随后，赫奇斯与乐队一起先是在阿比路录音室和他位于法国栋夫龙的录音室进行混音，但无论是乐队还是唱片公司都对这次混音的效果不满意，聘请了艾伦·莫尔德（Alan Moulder）为专辑重新混音。乐队成员曾透露自己本来联系鲍勃·莫尔德（Bob Mould）担任《Split》的制作人，但是莫尔德因为太忙无法参与，但莫尔德在《Spin》杂志的一篇文章中认为他退出的原因是自己「总是听错是哪个女孩的歌……我得在把乐队拆散之前退出！」（kept picking the wrong girl's songs... I had to get out before I broke up the band!） 乐队原计划在1994年秋季发行第三张以《Split》专辑中的《Lovelife》为主打曲目的EP，同时收录新歌《The Childcatcher》（录制于《Split》的制作期间），然而这一发行计划后来被经纪团队搁置。
在经纪团队的建议下，乐队将重心转向美国市场但未获得成功，紧接着乐队在日本和英国的巡演也被取消，乐队决定开除经纪人霍华德·高夫（Howard Gough），开始专心制作新专辑。
1996年3月，乐队发行了第三张全长录音室专辑《Lovelife》，由乐队的现场调音师皮特·巴特利特（Pete Bartlett）制作，包含《Lovelife》、《Single Girl》、《Ladykillers》和《500 (Shake Baby Shake)》在内的几首单曲，专辑还包含邀请果浆乐团的贾维斯·卡克与贝伦伊合唱的歌曲《Ciao!》。《Lovelife》减少了过去对大量吉他效果器使用的依赖，风格上更偏向时兴的英式摇滚，这张专辑也因此成为乐队销量最高的专辑。
《Lovelife》在英国取得成功，但经纪团队与高夫一样认为乐队应该去美国发展，安排乐队与Gin Blossoms共同前往美国巡演，这一决定后来被乐队成员认为缺乏周全考虑。此次巡演使乐队成员感到身心疲惫，压力倍增，安德森开始考虑退出乐队，她表示自己无法再制作另一张《Lovelife》，但愿意创作一张更风格化的小专辑，其他乐队成员，尤其是希望乐队能继续创作的贝伦伊，都对安德森的想法表示认同。
1996年9月，乐队在日本进行了他们解散前的最后一次演出。然而，仅仅一个月后，1996年10月17日，30岁的鼓手阿克兰在父母家的花园里自缢身亡。阿克兰的自杀对乐队造成巨大打击，乐队进入了长期的间歇期并于1998年2月23日正式宣布解散。

### 解散后（1998–2014）
乐队解散后，贝伦伊在两家大型杂志出版社担任制作编辑。安德森居住在黑斯廷斯，在音乐行业从事过包括管理、公关、会计、经纪人在内的多种工作，1998年，安德森与唱作人丽莎·奥尼尔（Lisa O'Neill）组建了新乐队「Sing-Sing」，在2008年解散前发行过两张完整专辑。金加入乐队「The Jesus and Mary Chain」担任贝斯手，并在《Uncut》杂志担任图片研究员。

### 重组与再次解散（2015–2016）
2015年9月，因为安德森在社交媒体上发布了一条神秘的信息「7 day.」同时乐队官方网站上线，有音乐媒体猜测乐队可能计划重组。9月28日，乐队在其Facebook页面上正式宣布重组。重组后的成员包括安德森、贝伦伊、金，以及新加入的鼓手贾斯廷·韦尔奇（Justin Welch），他是前鼓手阿克兰生前的一位老朋友。
|  | 由于我们失去了克里斯，哪怕想到重组都是一种痛苦，多年来，人生轨迹改变后的各种新工作也让重组变得不太可能。我们原来希望能再早点，如今，我们三人终于找到了合适的时机和状态，再次一起演奏音乐。——Lush |

为了庆祝乐队重返舞台，4AD于2015年11月7日发行了一张限量版的红色双LP黑胶唱片，收录了乐队的精选合辑《Ciao! Best of Lush》。随后在12月11日推出《Chorus》，这是一款5碟装CD套盒，其中几乎涵盖了乐队的所有已发行作品，并加入一些精选稀有曲目、电台录音和样本歌曲。在2016年的世界唱片店日，4AD推出了限量版5张LP彩色黑胶套盒《Origami》,其中包括：《Gala》（透明黑胶）、《Spooky》（银色黑胶）、《Split》（红色黑胶）、《Lovelife》（粉色黑胶），以及首次以黑胶发行的加拿大版《Topolino》（黄色黑胶），其封面由克里斯·比格（Chris Bigg）重新设计。英国/欧洲版本的《Origami》装在白色的纸板「披萨盒」中，盒面印有1990年、1994年、1996年三个不同时期的乐队标志。
乐队宣布了一场定在「Roundhouse」的演出，首场演出门票于六小时内售罄，随后追加了定于2016年5月7日的第二场演出。2016年1月19日乐队确认还将进行一次时隔20年的北美巡演。
2016年4月15日，乐队发行EP《Blind Spot》，这是乐队自1996年以来的首部新作品。该专辑由吉姆·阿比斯（Jim Abbiss）和电子淑女成员丹尼尔·亨特（Daniel Hunt）共同制作。同年10月18日，乐队在其官方网站上宣布贝斯手菲尔·金离队。随后在11月15日，乐队宣布将在曼彻斯特学院的最终演出结束后解散，演出中由Modern English乐队的迈克尔·康罗伊（Michael Conroy）担任贝斯手。
|  | 对Lush来说，这是令人难忘的一年。新EP《Blind Spot》和4AD发行的三张回顾了我们职业生涯各阶段的合辑都取得热烈反响，两场在伦敦Roundhouse演出售罄，北美巡演大获成功，我们还在欧洲各大音乐节中玩了个痛快。这次演绎旧曲，创作新作的旅程非常美好。然而，我们也是时候回归自己的家庭和生活了，并为乐队时光画上句号了。我们还要衷心感谢所有的粉丝——没有你们的热情支持和付出，这次重聚绝不可能实现。——Lush |

### 现状（2018至今）
2018年9月，由贝伦伊、韦尔奇、康罗伊以及前Moose乐队成员、贝伦伊的丈夫麦基洛普（K.J. "Moose" McKillop）组成的四人乐队「Piroshka」成立。2019年2月15日，Bella Union发行了Piroshka的首张专辑《Brickbat》。2021年7月23日，Piroshka发行了第二张专辑《Love Drips and Gathers》。
在新冠疫情期间，《Lovelife》成为推特上「#TimsTwitterListeningParty」活动的共同聆听专辑之一。2020年5月14日，贝伦伊发推文撰写了相关评论。同年9月29日，贝伦伊的回忆录《Fingers Crossed》由Nine Eight Books出版，其中包括她对Lush乐队发展历程的讲述。为推广此书，她举办了线下作者讲座，还以「Miki Berenyi Trio」的名义在2023年为四人帮乐队的演出进行开场表演。
2023年8月11日，4AD重新发行了《Spooky》《Split》和《Lovelife》的新版黑胶唱片。同年10月20日，安德森的首张个人专辑《Pearlies》由Sonic Cathedral发行。

## 成员
- 梅莉尔·巴尔哈姆（Meriel Barham） – 主唱（1987–1988）
- 米基·贝伦伊（Miki Berenyi） – 主唱、吉他手（1987–1996, 2015–2016）打击乐手、口风琴手（1996）

- 艾玛·安德森（Emma Anderson） – 主唱、吉他手（1987–1996, 2015–2016）打击乐手、口风琴手（1996）
- 史蒂夫·里彭（Steve Rippon） – 贝斯手（1987–1992）
- 克里斯·阿克兰（Chris Acland） – 鼓手、打击乐手（1987–1996; died 1996）
- 菲尔·金（Phil King）– 贝斯手（1992–1996, 2015–2016）和声（1996）
- 贾斯丁·威尔奇（Justin Welch） – 鼓手、打击乐手（2015–2016）

## 作品目录

### 录音室专辑
- 《Spooky》（1992）
- 《Split》（1994）
- 《Lovelife》（1996）

### 合辑
- 《Gala》（1990）